# Hôpital de la Trinité
Hôpital de la Trinité je bývalý středověký špitál, později sirotčinec a nemocnice v Paříži, která se nacházela na rue Saint-Denis ve 2. obvodu.

## Umístění
Špitál a klášter Trinité se nacházely na adrese dnešních domů č. 142-164, rue Saint-Denis a na adrese 28, rue Greneta, dnes obchodní dům Monoprix.

## Historie
V roce 1201 koupili dva němečtí dobrodinci, Wilhem Effacuol a Jean De La Paslée (nebo Jean Palée) od Hervého, převora ze Saint-Lazare, pozemek na místě zvaném „Croix de la Reine“ na předměstí Saint-Denis poblíž tamní nemocnice Porte aux Peintres, aby zde vybudovali špitál.
Po dokončení v roce 1202 se nazýval „Hôpital Croix de la Reine“ (Špitál královnina kříže) a nacházel se mimo hradby Filipa II. Augusta.
V roce 1207 byl zasvěcen nejsvětější Trojici. Sloužil chudým a poskytoval odpočinek poutníkům během jejich průchodu Paříží. V roce 1210 byla jeho správa svěřena premonstrátům z opatství Hermières-en-Brie, aby nabízeli pohostinnost mužským poutníkům, zatímco Hôpital Sainte-Catherine byl vyhrazen ženám.
Území špitálu sahalo až k rue Guérin-Boisseau a v roce 1224 byl otevřen hřbitov Trinité.
Kolem roku 1280 je v jednom z dobových rukopisů nazýván Trinité aus Asniers, protože trinitářům bylo zakázáno jezdit na koni, ale pouze na oslech (fr. ânes).
V roce 1365 bylo území špitálu začleněno do Paříže při výstavbě nových městských hradeb Karla V. Účel špitálu se proměnil na konci 14. století, kdy pašijové bratrstvo opustilo Saint-Maur-des-Fossés a pronajalo si špitál Trinité, aby se zde uvádělo mirákly převzaté z evangelií. V roce 1545 se usadili v Hôtel des Flandres. Historik Jacques-Antoine Dulaure se domnívá, že se jednalo o první stálé divadlo v Paříži.
Po odchodu bratrstva budovy sloužily k ubytování osiřelých dětí. Začal se nazývat Hospice des Enfants-Bleus (hospic modrých dětí), protože zde bylo ubytováno 100 chlapců a 36 dívek, kteří nosili modré oblečení. Tyto děti se vzdělávaly a učily řemeslu. Pro řemeslníky byla přímo v areálu vybudována Rue Saint-Louis lemována dílnami, kde děti získávaly dovednosti. V roce 1793 se z ní stala rue des Métiers.
Nemocnice-hospic byl zrušen na začátku Francouzské revoluce a jeho budovy byly prodány v roce 1812. Kostel, který byl přestavěn a rozšířen v roce 1598 a portál přestavěný v roce 1671, byl prodán v roce 1812 a zbořen v roce 1817.

## Pozůstatky
- Fontaine de la Reine na rohu domů 142, rue Saint-Denis a 28, rue Greneta, postavená během existence špitálu
- Passage de la Trinité, která sloužila jako vstup do špitálu